# Tiếng Garhwal
Tiếng Garhwal là một ngôn ngữ Pahar thuộc nhóm Bắc của ngữ chi Ấn-Arya. Đây là ngôn ngữ của người Garhwal ở phân khu Garhwal của bang Uttarakhand miền Bắc Ấn Độ.
Nhóm Pahar Trung gồm tiếng Garhwal và tiếng Kumaon (được nói ở phân khu Kumaon của Uttarakhand). Tiếng Garhwal có nhiều phương ngữ, gắn với địa phương mà nó hiện diện. Hệ chữ viết của ngôn ngữ này là Devanagari.
Tiếng Garhwal là một trong chừng 325 ngôn ngữ được ghi nhận ở Ấn Độ, có hơn 2.267.000 người nói sinh sống tại các huyện Tehri Garhwal, Pauri Garhwal, Uttarkashi, Chamoli, Rudraprayag và Dehradun của bang Uttarakhand. Ngôn ngữ này cũng có mặt trong cộng đồng người Garhwal di cư ở những nơi khác thuộc Ấn Độ (Himachal Pradesh, Delhi, Haryana, Punjab, Uttar Pradesh và Bihar).
Vì một số lý do, tiếng Garhwal là một ngôn ngữ đang giảm nhanh về số người nói. Atlas of the World's Languages in Danger của UNESCO xếp tiếng Garhwal vào nhóm ngôn ngữ bị đe dọa và cần được bảo tồn.
Hầu như tất cả người nói tiếng Garhwal đều biết tiếng Hindi.